# Говда, Кришне
Б. М. Кришне Говда (канн. ಬಿ.ಎಂ. ಕೃಷ್ಣೇಗೌಡ; март 1941, Бангалор, Британская Индия — 25 мая 2021, Бангалор) — индийский актёр театра, кино и телевидения на языке каннада.

## Биография
Родился в марте 1941 года в Байрасандре, районе Бангалора. С юных лет выступал в театре вместе с отцом.
В молодости занимался волейболом и участвовал в турнирах на государственном уровне.
Начал свою карьеру в качестве служащего в главном бухгалтерском управлении штата Карнатака, одновременно с этим продолжая выступать в театре. К тому времени как он начал работать на телевидении и в кино, на его счету было около 100 пьес, среди которых самой заметной была «Mukhyamantri», где он сыграл председателя партии.
На протяжении всей своей карьеры играл в основном роли второго плана, в первую очередь роль отца.
В 1993 году он получил кинопремию штата Карнатака за лучшую мужскую роль второго плана за фильм Karimale Kaggangalu.
Весной 2021 году актёр заразился вирусом COVID-19. Пробыв в больнице на лечении около 20 дней, он оправился от болезни. Однако 25 мая Говда скончался от остановки сердца.